# 봉황단총

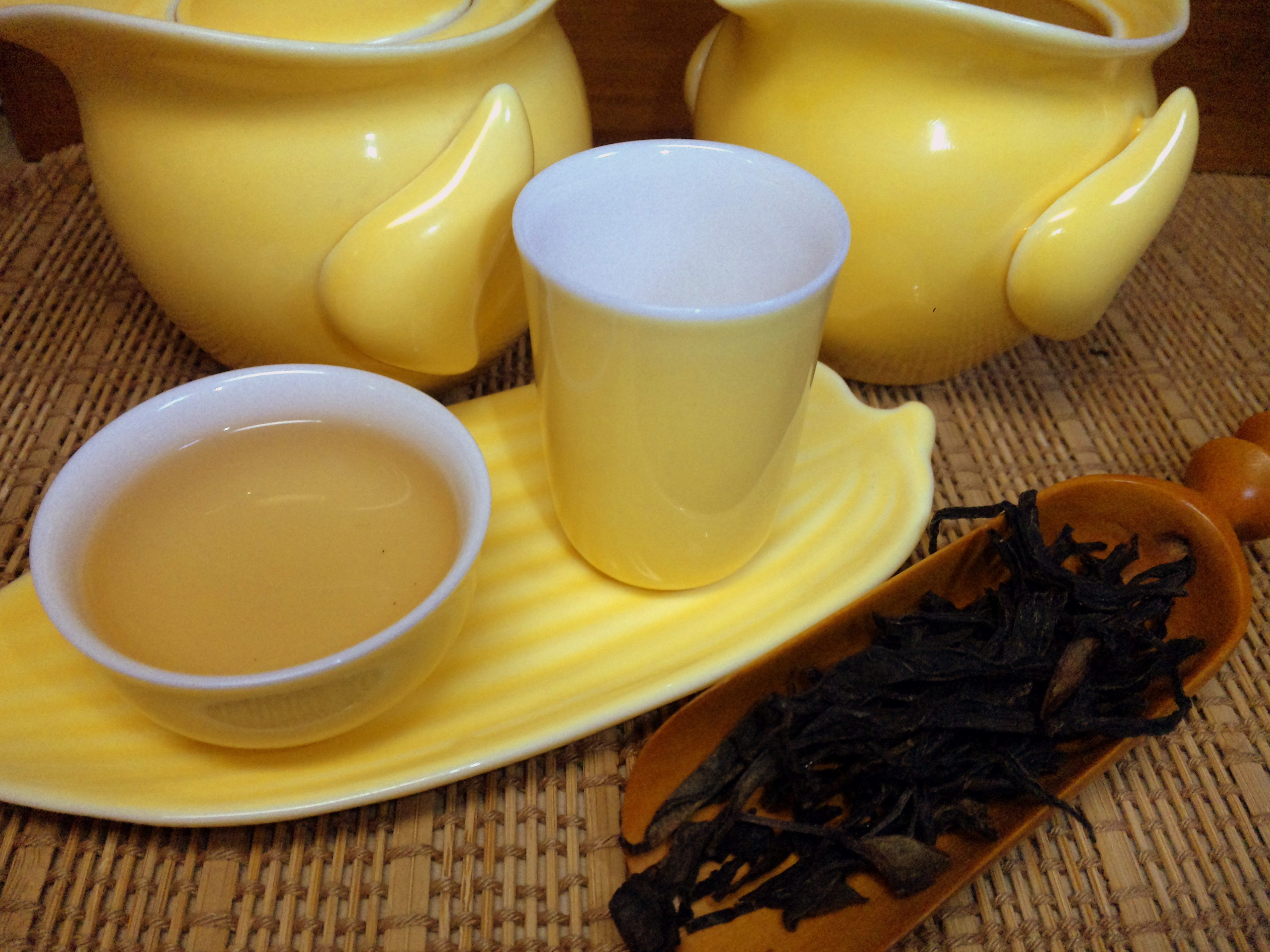
봉황단총

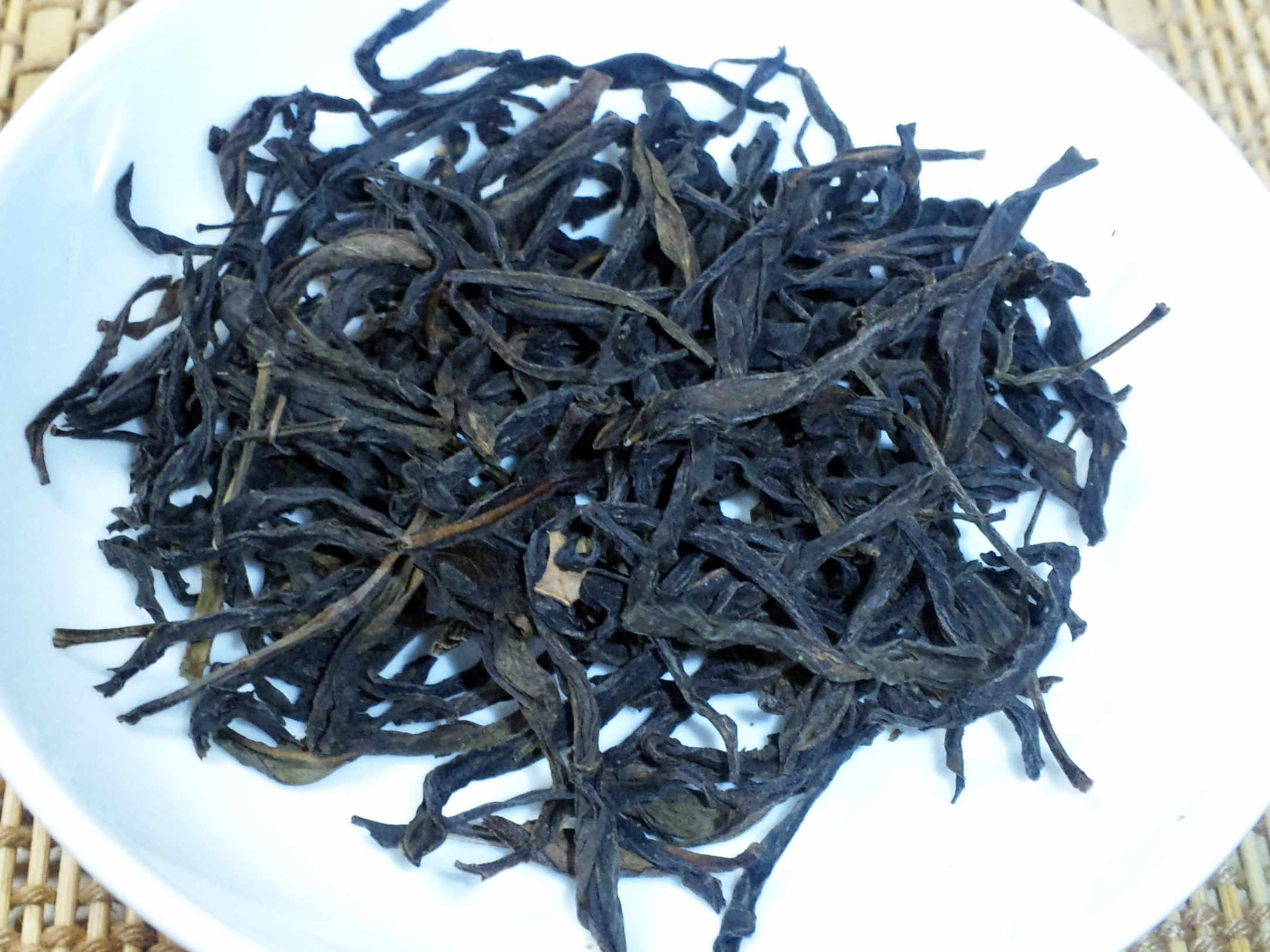
봉황단총의 찻잎

봉황단총(중국어 간체자: 凤凰单丛, 정체자: 鳳凰單叢, 병음: fènghuáng dāncóng 펑황단충[*])은 광둥성 차오저우 시 펑황 산(鳳凰山)에서 생산하는 중국의 우롱차(청차)이다. 봉황수선(鳳凰水仙) 중에서 품질이 뛰어난 것을 봉황단총으로 한다.
송나라 때부터 만들어지기 시작했으며 생산량이 적고 비싼 편이다. 찻잎은 약간 붉은 빛이 돌고 가늘고 길다. 물에 우렸을 때 물 색깔은 종류에 따라 차이가 있지만 주황색이 나며 밀란향 또는 황지향이 난다.